# 高橋在久
高橋 在久（たかはし すみひさ、1927年4月13日 - 2005年7月29日）は、千葉県の文化行政、地域文化に携わった人物。
千葉県青堀町（現富津市）生まれ。1950年國學院大學文学部日本史学科卒業。千葉県教育庁で文化財保護の仕事に携わる。1970年千葉県立上総博物館館長。1973年富津市文化財審議会委員。1980年千葉県立美術館館長。1984年江戸川女子短期大学講師、助教授、90年教授、2000年退職、名誉教授。1997年NHK地域放送文化賞受賞。文化財保護功労者として文部大臣表彰を受ける。2001年富津市文化財審議会会長。2002年東京湾海堡ファンクラブ設立、会長に就任。

## 著書
- 『生活の年輪 房総文化誌ノート』桜楓社 現代の教養 1996
- 『房総の年輪』創樹社 1972
- 『東京湾水土記』未来社 1982
- 『浅井忠への旅 その原風景を追って』未来社 1984
- 『浅井忠の美術史 原風景と留学日記』第一法規出版 1988
- 『江戸前 年輪と光景』第一法規出版 1994
- 『東京湾学への窓 東京湾の原風景』蒼洋社 1996
- 『房総遺産 普通の人達の文化』岩田書院 2004

### 共著編
- 『日本の民話 第26　房総の民話』編 未来社 1960
- 『日本の民俗　12　千葉』平野馨共著　第一法規出版 1974
- 『房総昔話散歩』平野馨共著 創樹社 1973
- 『日本の伝説 6　房総の伝説』荒川法勝共著 角川書店 1976
- 『生きている民俗探訪千葉』編著 第一法規出版 1978
- 『郷土歴史人物事典千葉』編著 第一法規出版 1980
- 『東京湾の歴史』編 築地書館 東京湾シリーズ 1993
- 『日本の民話 26 房総の民話』編 未來社 2006

## 論文
- Cinii

## 注
1. ↑  高橋在久氏死去
2. ↑  『現代日本人名録』2002年
3. ↑  「追悼高橋在久先生」『海堡』